# Sud-Ubangi

Sud-Ubangis läge i Kongo-Kinshasa.

Sud-Ubangi är en provins i Kongo-Kinshasa, som bildades ur den tidigare provinsen Équateur enligt planer i konstitutionen 2006, genomförda 2015. Huvudstad är Gemena och officiella språk lingala och swahili. Provinsen har omkring 2,7 miljoner invånare på en yta av 51 648 km².
Sud-Ubangi har fått namn efter Ubangifloden.